# Fundamenta Mathematicae
Fundamenta Mathematicae es una revista científica de matemáticas revisada por pares con un enfoque especial en los fundamentos de las matemáticas, concentrándose en la teoría de conjuntos, la lógica matemática, la topología y sus interacciones con el álgebra y los sistemas dinámicos.
La primera revista especializada en el campo de las matemáticas originalmente cubría únicamente topología, teoría de conjuntos y fundamentos de las matemáticas.     Lo publica el Instituto de Matemáticas de la Academia de Ciencias de Polonia.

## Historia
La revista fue concebida por Zygmunt Janiszewski como un medio para fomentar la investigación matemática en Polonia.  Janiszewski postuló que, para lograr su objetivo, la revista no debería obligar a los matemáticos polacos a enviar artículos escritos exclusivamente en polaco y debería dedicarse únicamente a un tema especializado en matemáticas;  Fundamenta Mathematicae se convirtió así en la primera revista especializada en el campo de las matemáticas.    
A pesar de que Janiszewski, en un artículo de 1918, dio el impulso inicial para la creación de la revista,  no vivió lo suficiente para ver publicado el primer número, en Varsovia, ya que murió el 3 de enero de 1920. Wacław Sierpiński y Stefan Mazurkiewicz asumieron el cargo de redactores en jefe. Poco después de su lanzamiento, a los editores fundadores se unió Kazimierz Kuratowski y, más tarde, Karol Borsuk.

## Resumen e indexación
La revista está resumida e indexada en Science Citation Index Expanded,  Scopus,  y Zentralblatt MATH.  Según Journal Citation Reports, la revista tiene un factor de impacto de 0,609 en 2016. 